# 7 juin 1980
Le samedi 7 juin 1980 est le 159e jour de l'année 1980.

## Événements

### Dans le monde
- Finale du Tournoi de tennis de Beckenham (WTA 1980), victoire de Andrea Jaeger sur Jo Durie
- Inukjuak, Kuujjuarapik (Québec) ont été légalement constitués en municipalité.
- Le bateau Paul Ricard remporte la Transat anglaise.
- Le bateau Zenobia coule au large de Larnaca.

### En France
- Finale de la Coupe de France de football 1979-1980, victoire de AS Monaco FC sur l'US Orléans (3-1)
- Finale du simple messieurs des Internationaux de France 1980, victoire de Björn Borg sur Vitas Gerulaitis (3 sets à 0)

## Naissances
- Ali Al-Nono, joueur yéménite de football
- Berni Rodríguez, joueur espagnol de basket-ball
- Ed Moses, nageur américain
- Erik Clavery, traileur français
- Esmeral Tunçluer, joueuse turque de basket-ball
- Giacomo Pastorino, joueur de water-polo italien
- Henkka Seppälä, musicien finlandais
- Jade Johnson, athlète britannique
- Laura Schroeder, réalisatrice luxembourgeoise
- Matthieu Garrigou-Lagrange, journaliste français
- Maxime Goulet, compositeur canadien
- Mindaugas Kieras, joueur lituanien de hockey
- Seti Kiole, joueur tongien de rugby à XV
- Shahar Gordon, joueur israélien de basket-ball
- Vanessa Giunchi, patineuse artistique italienne
- Vincent Hepp, violoniste belge
- Walid Mattar, réalisateur tunisien

## Décès
- Adalgisa Nery (née le 29 octobre 1905), femme politique brésilienne  (74 ans)
- Henry Miller (né le 26 décembre 1891), écrivain américain  (88 ans)
- Jean Jousselin (né le 2 novembre 1903), pasteur français  (76 ans)
- Marian Spychalski (né le 6 décembre 1906), militaire et homme politique polonais  (73 ans)
- Philip Guston (né le 27 juin 1913), peintre américain (66 ans)
- Salvator Gotta (né le 18 mai 1887), écrivain italien  (93 ans)